# 四角帽

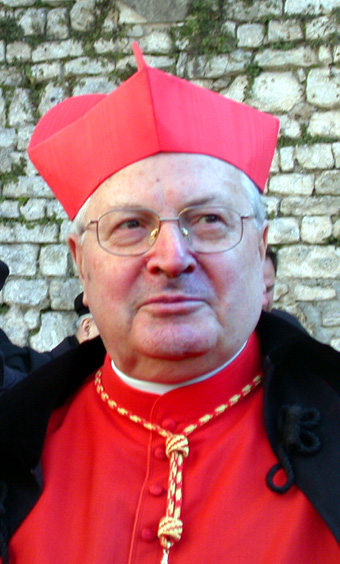
頭戴四角帽的聖座前國務卿安傑洛·索達諾樞機

四角帽（英語：Biretta）是一種呈正方形、無沿、三邊有棱、有時頂攢叢毛的帽子。常見於天主教神職人員（教宗另外戴絨帽）。另外聖公宗的聖品人亦採用之，也是海峽群島的律師傳統服飾的一部份。
在梵蒂岡第二屆大公會議後，四角帽出現的場合已經減少； 除了在天主教傳統主義的脫利騰彌撒主禮進台時用，目前多數作為主教一級大禮服的一部分。